# Park Ka-yeon
Park Ka-yeon (kor. 박가연 ;ur. 28 stycznia 1986) – południowokoreańska judoczka. Olimpijka z Pekinu 2008, gdzie zajęła piętnaste miejsce w wadze średniej.
Wicemistrzyni Azji w 2008. Druga na uniwersjadzie w 2007. Wygrała akademickie MŚ w 2006 roku.

## Letnie Igrzyska Olimpijskie 2008
| Konkurencja | Rundy eliminacyjne | Repasaże          | Klas. końcowa |
| Konkurencja | Przeciwnik I       | Przeciwnik I      | Miejsce       |
| ----------- | ------------------ | ----------------- | ------------- |
| 70 kg       | Masae Ueno (JPN) P | Wang Juan (CHN) P | 15.           |